# جريجوري راتوف
جريجوري راتوف (بالإنجليزية: Gregory Ratoff) (و. 1897 – 1960 م) هو مخرج أفلام، ومنتج أفلام، وكاتب سيناريو، وممثل أفلام من الولايات المتحدة، والإمبراطورية الروسية، ولد في سانت بطرسبرغ، توفي في سولوتورن، عن عمر يناهز 63 عاماً، بسبب ابيضاض الدم.

## وصلات خارجية
- جريجوري راتوف على موقع IMDb (الإنجليزية)
- جريجوري راتوف على موقع الموسوعة البريطانية (الإنجليزية)
- جريجوري راتوف على موقع ألو سيني (الفرنسية)
- جريجوري راتوف على موقع تيرنر كلاسيك موفيز (الإنجليزية)
- جريجوري راتوف على موقع أول موفي (الإنجليزية)
- جريجوري راتوف على موقع قاعدة بيانات برودواي على الإنترنت (الإنجليزية)
- جريجوري راتوف على موقع قاعدة بيانات برودواي على الإنترنت (الإنجليزية)
- جريجوري راتوف على موقع قاعدة بيانات الأفلام السويدية (السويدية)
- جريجوري راتوف على موقع إن إن دي بي (الإنجليزية)
- جريجوري راتوف على موقع قاعدة بيانات الفيلم (الإنجليزية)